# 635338 Pecsieszter
635338 Pecsieszter este o planetă minoră (asteroid) din centura de asteroizi. A fost descoperită pe 15 ianuarie 2002 la Piszkéstetői Obszervatórium⁠(d) de . 
Obiectul prezintă o orbită caracterizată de o semiaxă mare de 2,9188660998977 UAi, o excentricitate de 0,074074369788597, o înclinație de 1,4282694840021 ° în raport cu ecliptica.